# 雙溪子
雙溪子，原寫為雙溪仔，是臺灣臺南市官田區的一個傳統地域名稱，位於該區東部。相較於今日行政區，其範圍大致為大崎里東北大半部不含北部，以及大內區的頭社里東北部凸出部分的中西部地區。
本地區西北部邊界地帶為烏山頭水庫水域的一部分。

## 歷史
台灣日治初期，雙溪子地區為一街庄，稱為「雙溪仔庄」（舊制街庄），隸屬於善化里東堡。該庄昔日西北及北隔官田溪與笨潭庄、九重橋庄為界，東北與南勢坑庄為鄰，東邊及東南邊為鳴頭庄，南邊為頭社庄，西南邊為社仔庄。
1901年（日治明治三十四年）11月11日，全台廢縣廳改設二十廳，該庄隸屬於鹽水港廳。1904年（明治三十七年）4月1日，該庄編入「九重橋區」，隸屬於鹽水港廳。1906年（明治三十九年）4月1日，鹽水港廳內管轄區域調整，該庄改隸屬於「官佃區」。1909年（明治四十二年）10月25日，全台合併二十廳為十二廳，官佃區改隸屬於臺南廳。1913年（大正二年）11月4日，善化里東堡、善化里西堡、新化東里轄區調整，該庄仍隸屬於善化里東堡。1920年（大正九年）10月1日，全台地方制度大改正，廢十二廳改設五州二廳，該庄改制並雅化為「雙溪子」大字，隸屬於臺南州曾文郡官田庄（新制街庄）。
戰後官田庄改制為官田鄉，隸屬於臺南縣，大字亦改制為村。1950年（民國39年）10月25日，雲、嘉、南分治，官田鄉仍隸屬於臺南縣。2010年（民國99年）12月25日，臺南縣、市合併為直轄臺南市，官田鄉改制為官田區，村亦改制為里。

## 聚落
本地區發展較早的聚落為中崙（已消失），在日治期初期的官方地圖上已有記載。另外，本地區在日治前期尚有雙溪仔聚落（已消失）。
1930年（昭和五年），烏山頭水庫完工而準備蓄水時，上述聚落的居民被強制遷移至今大崎里的大崎、莿仔埔及大井等聚落，亦有少數居民四散他方。